# 2012 à Terre-Neuve-et-Labrador
Chronologie de Terre-Neuve-et-Labrador
- 2008
- 2009
- 2010
- 2011
- 2012
- 2013
- 2014
- 2015
- 2016

Cette page concerne des événements survenus en 2012 dans la province canadienne de Terre-Neuve-et-Labrador.

## Politique
- Premier ministre : Kathy Dunderdale
- Chef de l'Opposition :
- Lieutenant-gouverneur : John Crosbie
- Législature :